# 草原の輝き (ジャッキー吉川とブルー・コメッツの曲)
「草原の輝き」（そうげんのかがやき、英題:Summer Grass）は1968年6月30日に発売されたジャッキー吉川とブルー・コメッツの楽曲である。作詞は橋本淳、作曲は井上忠夫によるもの。当時、新進気鋭の作・編曲家として売り出し中であった筒美京平が編曲を手がけている。

## 解説
この曲は結果的にCBSレーベルから発売された最後の作品となったが、その後、ブルー・コメッツが一旦CBS・ソニーレコードに転籍したあとすぐにコロムビアに復帰するという特例を行使したため、洋盤としての「COLUMBIA」レーベル（L盤）から発売された、異なったヴァージョン（アナザー・ヴァージョン）を収録したシングル盤が存在する（1968年9月1日発売。レコード番号がLL-10060-JCからLL-10068-J
に変更され、ジャケット写真はレーベルを除いて全く同じ）。
オリジナル・ヴァージョンがティンパニーとチェンバロの音で始まり、全体的にストリングスを強調しているのに対し、アナザー・ヴァージョンはシンバルとドラムの音で始まり、全体的にグループ自身の演奏をより前面に押し出した形になっている。
（なお、カップリングの「マイ・サマー・ガール」（英題:My Summer Girl）についてもそれぞれアレンジが異なり、オリジナル・ヴァージョンのものがサビでバックコーラスを強調、アナザー・ヴァージョンのものがサビでオルガンを強調、といった違いがある）
しかし、1990年代に数多く出されたグループ・サウンズのコンピレーションCDでは、なぜか決まってアナザー・ヴァージョンの方が収録されていた。その後オリジナル・ヴァージョンは、2000年に発売されたアルバム『ブルー・コメッツ パスト・マスターズ 1965-1972』に初収録され、ようやくCD化された。それ以降、各種コンピレーションCDにはオリジナル・ヴァージョンの方が収録されることが多くなっている。
なおこの曲は『第19回NHK紅白歌合戦』（1968年）の際の出場曲で、同時にグループとしては最後の出場曲でもある。過去2回（第17回・第18回）が自分たちのみで演奏していたのに対し、この時はレコードヴァージョンのように、グループ自身の演奏に加え、オーケストラが弦楽器演奏を併せてかぶせるという試みがなされていた。

## 収録曲（オリジナル・ヴァージョン）
| #         | タイトル                                   | 作詞      | 作曲      | 編曲      | 時間 |
| --------- | ------------------------------------------ | --------- | --------- | --------- | ---- |
| 1.        | 「草原の輝き（Summer Grass）」             | 橋本淳    | 井上忠夫  | 筒美京平  | 2:47 |
| 2.        | 「マイ・サマー・ガール（My Summer Girl）」 | 橋本淳    | 三原綱木  | 三原綱木  | 2:43 |
| 合計時間: | 合計時間:                                  | 合計時間: | 合計時間: | 合計時間: | 5:30 |

## 収録曲（アナザー・ヴァージョン）
| #         | タイトル                                   | 作詞      | 作曲      | 編曲      | 時間 |
| --------- | ------------------------------------------ | --------- | --------- | --------- | ---- |
| 1.        | 「草原の輝き（Summer Grass）」             | 橋本淳    | 井上忠夫  | 筒美京平  | 2:48 |
| 2.        | 「マイ・サマー・ガール（My Summer Girl）」 | 橋本淳    | 三原綱木  | 三原綱木  | 2:44 |
| 合計時間: | 合計時間:                                  | 合計時間: | 合計時間: | 合計時間: | 5:32 |